# Anaconda (Python-Distribution)
Anaconda ist eine Distribution für die Programmiersprachen Python und R, die unter anderem die Entwicklungsumgebung Spyder, den Kommandozeileninterpreter IPython und die Webanwendung Jupyter Notebook enthält und insoweit quelloffen ist. Anaconda-spezifische Erweiterungen (Cloud, Fonts) sind dagegen lizenzpflichtig. Der Fokus liegt vor allem auf der Verarbeitung von großen Datenmengen, Vorhersageanalyse und wissenschaftlichem Rechnen. Das Ziel der Distribution ist die Vereinfachung von Paketmanagement und Softwareverteilung. Paketversionen werden von der Paketverwaltung conda verwaltet.

## Editionen
Anaconda wird in den drei kommerziellen Editionen
- Anaconda Distribution[10]
- Anaconda Enterprise[11]
- Team Edition[12]

angeboten sowie in der
- Individual Edition

für kostenlosen Gebrauch im Privatbereich.
Für Organisationen mit 200 oder mehr Angestellten, ausdrücklich ausgenommen davon Bildungseinrichtungen und akademische Lehreinrichtungen (Universitäten), ist eine Lizenz nötig.